# Колтаков, Алексей Алексеевич
Алексей Алексеевич Колтаков (род. 14 ноября 2005, Азов, Ростовская область) — российский футболист, полузащитник.

## Биография
В 2013 году перешёл из ДЮСШ № 3 города Азова (первый тренер — Дмитрий Горбанёв) в академию ФК «Ростов». В феврале 2023 года заключил с клубом профессиональный контракт. Бронзовый призёр Молодёжной футбольной лиги 2023. Ранее играл в ЮФЛ. В начале 2024 года в подготовительный период из стана второй команды «Ростов-2» был отряжён на сбор главной команды. 1 марта 2024 года в домашнем «Ростова» против «Крыльев Советов» (2:0) в рамках 19-го тура чемпионата дебютировал в РПЛ, выйдя на замену на 90-й минуте.
Играл за юношескую и молодёжную сборные России.